# شنج
السَّنْكُ (بالهندستانية: سنکھ/शंख) أو شَنْج «(سنسكريتية) صدف حلزوني كبير واللفظة واردة في مفردات ابن البيطار وقد يكون الشنج الذي ذكره ابن البيطار غير هذا الحلزون ولكن اللفظة واحدة.»